# Mesochorus areolatus
Mesochorus areolatus är en stekelart som beskrevs av Léon Abel Provancher 1883. Mesochorus areolatus ingår i släktet Mesochorus och familjen brokparasitsteklar. Inga underarter finns listade i Catalogue of Life.